# Lars-Kristian Brandt
Lars-Kristian Brandt (* 30. Juni 1990 in Oldenburg in Holstein) ist ein deutscher Autor und Fotograf.

## Leben
Nach dem Abitur 2011 in Buxtehude und der Ausbildung zum Fotografen in Oyten, hat Brandt Bücher zum Thema Schifffahrt in den Verlagen Sutton, Oceanum und im Selbstverlag veröffentlicht.

## Werke
- Lars-Kristian Brandt: Nord-Ostsee-Kanal (= Oceanum Spezial). Oceanum Verlag, Bremen 2025, ISBN 978-3-86927-624-3.
- Lars-Kristian Brandt: Containerhafen Hamburg (= Oceanum Spezial). Oceanum Verlag, Bremen 2024, ISBN 978-3-86927-623-6.
- Lars-Kristian Brandt: Die Fährhäfen in Sassnitz und Mukran (= Oceanum Spezial). Oceanum Verlag, Bremen 2022, ISBN 978-3-86927-618-2.
- Lars-Kristian Brandt: Die Fährhäfen in Lübeck und Travemünde (= Oceanum Spezial). Oceanum Verlag, Bremen 2021, ISBN 978-3-86927-612-0.
- Lars-Kristian Brandt: Im Zug über die Ostsee: Die Geschichte der Vogelfluglinie zwischen Puttgarden und Rødbyhavn in Bildern. Sutton Verlag, Erfurt 2021, ISBN 978-3-96303-268-4.
- Lars-Kristian Brandt: Der Kieler Fährhafen: Schiffe Linien Terminals. Sutton Verlag, Erfurt 2020, ISBN 978-3-96303-160-1.
- Lars-Kristian Brandt: Der Rostocker Fährhafen: Mecklenburgs Tor nach Skandinavien. Sutton Verlag, Erfurt 2018, ISBN 978-3-96303-031-4.
- Lars-Kristian Brandt: Der Skandinavienkai in Travemünde. Sutton Verlag, Erfurt 2014, ISBN 978-3-95400-365-5.
- Lars-Kristian Brandt: 50 Jahre Vogelfluglinie: Fährlinie Puttgarden - Rødbyhavn. Medien Agentur Czellnik, Fehmarn 2013, ISBN 978-3-9815376-6-6.